# Alan Hovhaness
Alan Vaness Chakmakjian Hovhaness (født 8. marts 1911 i Somerville, Massachusetts, død 21. juni 2000 i  Seattle, Washington, USA) var en amerikansk komponist og pianist af armensk-skotsk afstamning.
Har registreret mere end 400 værker i alle genrer, herunder 67 symfonier. Dette til trods for han tidligt i 1940'erne kasserede eller omarbejdede over 1000 tidligere kompositioner. 
Mystiske og religiøse impulser ligger ofte bag værkerne, men han er en af de mest efterspurgte og hyppigst opførte komponister i Amerika.